# Swerinogolowskoje
Swerinogolowskoje (russisch Звери́ноголо́вское) ist ein Dorf (selo) in der Oblast Kurgan in Russland mit 4060 Einwohnern (Stand 14. Oktober 2010).

## Geographie
Der Ort liegt etwa 115 km Luftlinie südsüdwestlich des Oblastverwaltungszentrums Kurgan im Südteil des Westsibirischen Tieflands. Er befindet sich am rechten Ufer des Tobol unterhalb der Einmündung des Ubagan, etwa 7 km von der Staatsgrenze zu Kasachstan.
Swerinogolowskoje ist Verwaltungszentrum des Rajons Swerinogolowski sowie Sitz der Landgemeinde (selskoje posselenije) Swerinogolowski selsowet, zu der außerdem das 7 km südwestlich gelegene Dorf Ukrainez gehört.

## Geschichte
Nach der Errichtung der Baklanskaja-Festung am linken Ufer des Tobol einige Kilometer flussaufwärts im Jahr 1717 wurde diese 1752 durch die an Stelle des heutigen Dorfes gelegene Swerinogolowskaja-Festung ersetzt, als Teil der Tobol–Ischim-Verteidigungslinie entlang der damaligen Südgrenze des Russischen Reiches zu den zentralasiatischen Steppengebieten. Bald wurden in der Festung und ihrer Umgebung auch Bauern, ab 1815 Kosaken angesiedelt. 1838 erhielt der Ort unter der Namensform Swerinogolowskaja den Status einer Staniza und wurde Sitz einer Wolost. Nach dem Verlust ihrer militärischen Bedeutung wurde die Festung 1862 aufgelassen.
Ab November 1923 war Swerinogolowskoje Verwaltungssitz eines nach ihm benannten Rajons. Am 1. Februar 1963 wurde der Rajon aufgelöst, aber am 9. März 1992 neu gebildet aus Territorien der benachbarten Rajons Kurtamyschski und Pritobolny.

### Bevölkerungsentwicklung
| Jahr | Einwohner |
| ---- | --------- |
| 1819 | 2358      |
| 1897 | 4487      |
| 1939 | 6617      |
| 1959 | 6314      |
| 2002 | 4502      |
| 2010 | 4060      |

Anmerkung: ab 1897 Volkszählungsdaten

## Verkehr
Swerinogolowskoje liegt an der Regionalstraße 37K-0002 (ehemals R327), die von Kurgan über die nördlich benachbarten Rajonzentren Ketowo und Gljadjanskoje kommend zur kasachischen Grenze führt und in Kasachstan nach weiteren 50 km Anschluss an die A21 von Mamljut bei Petropawl nach Qostanai hat.
Die nächstgelegenen Bahnstationen befindet sich in Kurgan an der Südroute Samara – Tscheljabinsk – Omsk der Transsibirischen Eisenbahn sowie im 80 km nordöstlich gelegenen Polowinnoje an der Strecke (Kurgan –) Utjak – Nowoischim.